# Ante Škegro
Ante Škegro (Okolišće, 1961.) je hrvatski povjesničar iz Bosne i Hercegovine.

## Životopis
Diplomirao je 1986. godine na Filozofskom fakultetu Sveučilišta u Sarajevu, a doktorirao 1998. na Filozofskom fakultetu u Zadru, Sveučilišta u Splitu.  Specijalnost mu je starija povijest južnoeuropskih prostora te neki segmenti katoličanstva među Hrvatima. Objavio dvjestotinjak znanstvenih i stručnih radova te nekoliko monografija. 
Od 1994. živi i radi u Zagrebu.

## Djela[1]
- * 'Bibliographia illyrica (supplementum 1982-1987), monografija, Akademija nauka i umjetnosti Bosne i Hercegovine, Sarajevo, 1988.
- Uskoplje I: Uskoplje na Vrbasu od prapovijesti do kraja austro-ugarske uprave, monografija, Hrvatska uzdanica, Uskoplje, 1996.
- Gospodarstvo rimske provincije Dalmacije, monografija, Sveučilište u Zagrebu, Zagreb, 1999.
- Na rubu opstanka: Duvanjska biskupija od utemeljenja do uključenja u Bosanski apostolski vikarijat, monografija, Hrvatski institut za povijest - Dom i svijet, Zagreb, 2002.
- Ruža na vjetru: Rimokatolička župa sv. Male Terezije od Djeteta Isusa u Bistrici na gornjem Vrbasu, monografija, Hrvatska uzdanica - Župni ured Bistrica, Uskoplje, 2003.
- Stari pokrajinski katalog ili Katalog provincija Opće Crkve, monografija, Hrvatski institut za povijest, Zagreb, 2005-
- Matične knjige umrlih uskopaljskih župa (od 1755. do 1883. godine), monografija,  Hrvatski institut za povijest, Zagreb, 2012.
- Matične knjige vjenčanih uskopaljskih župa (od 1753. do 1883. godine), monografija, Franjevački samostan Duha Svetoga -  Hrvatski institut za povijest, Fojnica - Zagreb, 2012.
- Matične knjige krštenih katoličkih župa Uskoplja odnosno Skopja od 1745. do 1883. godine, monografija, Hrvatski institut za povijest, Zagreb, 2021
- U srcu rajskoga kraja: Župa Skopaljska Gračanica, monografija, Župa Srca Marijina Skopaljska Gračanica, Bugojno, 2021.[2]
- Matične knjige rođenih, vjenčanih i umrlih Katoličke župe Rasno kod Širokog Brijega u zapadnoj Hercegovini od 1872. do 1907. godine, monografija, Hrvatski institut za povijest, Zagreb, 2024.